# La Laguna (Castrillón)
La Laguna (La Llaguna en asturiano y oficialmente) es una entidad singular de población, con la categoría histórica de lugar, perteneciente al concejo de Castrillón, en el Principado de Asturias (España). Alberga una población de 39 habitantes (INE 2009), y, no se enmarca dentro de ninguna de las parroquias de Castrillón, a diferencia de lo que ocurre en el resto de Asturias.